# Esqui alpino nos Jogos Paralímpicos de Inverno de 2018 - Super combinado feminino
As provas de super combinado feminino do esqui alpino nos Jogos Paralímpicos de Inverno de 2018 foram disputadas no Centro Alpino Jeongseon, localizado em Bukpyeong-myeon, Jeongseon, em 13 de março.

## Medalhistas
| Medalha | Atletas sentados       | Atletas em pé      | Deficientes visuais                              |
| ------- | ---------------------- | ------------------ | ------------------------------------------------ |
| Ouro    | GER Anna-Lena Forster  | CAN Mollie Jepsen  | SVK Henrieta Farkašová / Natália Šubrtová (guia) |
| Prata   | GER Anna Schaffelhuber | GER Andrea Rothfuß | GBR Menna Fitzpatrick / Jennifer Kehoe (guia)    |
| Bronze  | JPN Momoka Muraoka     | CAN Alana Ramsay   | AUS Melissa Perrine / Christian Geiger (guia)    |

## Resultados

### Atletas sentados
| Pos. | Bib | Atleta                  | Super-G | Pos. | Slalom  | Pos. | Total   | Diferença |
| ---- | --- | ----------------------- | ------- | ---- | ------- | ---- | ------- | --------- |
| 01 ! | 29  | GER Anna-Lena Forster   | 1:32.40 | 4    | 55.19   | 1    | 2:27.59 | —         |
| 02 ! | 26  | GER Anna Schaffelhuber  | 1:30.57 | 1    | 59.54   | 3    | 2:30.11 | +2.52     |
| 03 ! | 27  | JPN Momoka Muraoka      | 1:30.89 | 2    | 59.36   | 2    | 2:30.25 | +2.66     |
| 4    | 31  | USA Laurie Stephens     | 1:33.06 | 5    | 1:02.68 | 4    | 2:35.74 | +8.15     |
| —    | 28  | AUT Claudia Lösch       | 1:32.14 | 3    | DNF     | —    | —       | —         |
| —    | 30  | NED Linda van Impelen   | 1:39.08 | 7    | DSQ     | —    | —       | —         |
| —    | 33  | SUI Stephani Victor     | 1:33.92 | 6    | DSQ     | —    | —       | —         |
| —    | 32  | AUS Victoria Pendergast | 1:44.49 | 8    | DSQ     | —    | —       | —         |

### Atletas em pé
| Pos. | Bib | Atleta                 | Super-G | Pos. | Slalom  | Pos. | Total   | Diferença |
| ---- | --- | ---------------------- | ------- | ---- | ------- | ---- | ------- | --------- |
| 01 ! | 25  | CAN Mollie Jepsen      | 1:34.00 | 2    | 58.70   | 2    | 2:32.70 | —         |
| 02 ! | 13  | GER Andrea Rothfuß     | 1:33.03 | 1    | 1:00.04 | 3    | 2:33.07 | +0.37     |
| 03 ! | 14  | CAN Alana Ramsay       | 1:34.25 | 3    | 1:01.83 | 6    | 2:36.08 | +3.38     |
| 4    | 19  | NPA Maria Papulova     | 1:36.07 | 4    | 1:01.15 | 5    | 2:37.22 | +4.52     |
| 5    | 16  | USA Stephanie Jallen   | 1:40.40 | 8    | 57.35   | 1    | 2:37.75 | +5.05     |
| 6    | 18  | SVK Petra Smaržová     | 1:41.07 | 10   | 1:00.86 | 4    | 2:41.93 | +9.23     |
| 7    | 17  | CAN Erin Latimer       | 1:38.65 | 6    | 1:04.67 | 7    | 2:43.32 | +10.62    |
| 8    | 20  | USA Melanie Schwartz   | 1:39.78 | 7    | 1:09.54 | 10   | 2:49.32 | +16.62    |
| 9    | 23  | CAN Mel Pemble         | 1:42.90 | 11   | 1:07.23 | 8    | 2:50.13 | +17.43    |
| 10   | 22  | JPN Ammi Hondo         | 1:46.65 | 12   | 1:08.54 | 9    | 2:55.19 | +22.49    |
| —    | 15  | NED Anna Jochemsen     | 1:37.47 | 5    | DNF     | —    | —       | —         |
| —    | 24  | USA Ally Kunkel        | 1:40.68 | 9    | DNF     | —    | —       | —         |
| —    | 12  | FRA Marie Bochet       | DNF     | —    | —       | —    | —       | —         |
| —    | 21  | CAN Frederique Turgeon | DNF     | —    | —       | —    | —       | —         |

### Deficientes visuais
| Pos. | Bib | Atleta                                    | País                | Super-G | Pos. | Slalom  | Pos. | Total   | Diferença |
| ---- | --- | ----------------------------------------- | ------------------- | ------- | ---- | ------- | ---- | ------- | --------- |
| 01 ! | 1   | Henrieta Farkašová Guia: Natália Šubrtová | SVK Eslováquia      | 1:29.84 | 1    | 57.88   | 3    | 2:27.72 | —         |
| 02 ! | 3   | Menna Fitzpatrick Guia: Jennifer Kehoe    | GBR Grã-Bretanha    | 1:31.49 | 2    | 57.51   | 2    | 2:29.00 | +1.28     |
| 03 ! | 9   | Melissa Perrine Guia: Christian Geiger    | AUS Austrália       | 1:35.50 | 6    | 55.32   | 1    | 2:30.82 | +3.10     |
| 4    | 4   | Millie Knight Guia: Brett Wild            | GBR Grã-Bretanha    | 1:33.63 | 3    | 58.1    | 5    | 2:31.73 | +4.01     |
| 5    | 2   | Noemi Ewa Ristau Guia: Lucien Gerkau      | GER Alemanha        | 1:35.15 | 5    | 58.02   | 4    | 2:33.17 | +5.45     |
| 6    | 5   | Eléonor Sana Guia: Chloe Sana             | BEL Bélgica         | 1:34.39 | 4    | 1:01.53 | 7    | 2:35.92 | +8.20     |
| 7    | 7   | Kelly Gallagher Guia: Gary Smith          | GBR Grã-Bretanha    | 1:37.59 | 7    | 1:00.49 | 6    | 2:38.08 | +10.36    |
| 8    | 8   | Danelle Umstead Guia: Rob Umstead         | USA Estados Unidos  | 1:37.70 | 8    | 1:01.83 | 8    | 2:39.53 | +11.81    |
| —    | 6   | Staci Mannella Guia: Sadie de Baun        | USA Estados Unidos  | DNF     | —    | —       | —    | —       | —         |
| —    | 10  | Yang Jae-rim Guia: Ko Un-so-ri            | KOR Coreia do Sul   | DNF     | —    | —       | —    | —       | —         |
| —    | 11  | Anna Pešková Guia: Michaela Hubačová      | CZE República Checa | DNF     | —    | —       | —    | —       | —         |

Legenda
| Recorde mundial      | Recorde mundial (World record)               |                       | Recorde africano                      | Recorde africano (African) |                                           | Q | Classificado por posição (Qualified) |
| Recorde paralímpico  | Recorde paralímpico (Paralympic record)      | Recorde da América    | Recorde da América (Americas)         | q                          | Classificado por melhor tempo (Qualified) |   |                                      |
| Melhor marca do ano  | Melhor marca do ano (World leading)          | Recorde asiático      | Recorde asiático (Asian)              | DNS                        | Não largou (Did not start)                |   |                                      |
| Recorde nacional     | Recorde nacional (National record)           | Recorde europeu       | Recorde europeu (European)            | DNF                        | Não terminou (Did not finish)             |   |                                      |
| Recorde pessoal      | Recorde pessoal do atleta (Personal best)    | Recorde da Oceania    | Recorde da Oceania (Oceania)          | DSQ / DQ                   | Desclassificado (Disqualified)            |   |                                      |
| Recorde da temporada | Recorde da temporada do atleta (Season best) | Recorde sul-americano | Recorde sul-americano (South America) | NM                         | Sem marca (No mark)                       |   |                                      |